# 2000年2月逝世人物列表
2000年逝世人物列表：1月 - 2月 - 3月 - 4月 - 5月 - 6月 - 7月 - 8月 - 9月 - 10月 - 11月 - 12月
2000年2月逝世人物列表，是用於匯總2000年2月期間逝世人物的列表。

## 依日期排序

### 1日
- Pablito Calvo，51歲，西班牙演員，腦動脈瘤。[1]
- 皮娜·塞，95歲，意大利女演員。
- 弗雷德里克·范德比爾特·菲爾德，94歲，美國政治活動家。[2]
- 詹姆斯·哈雷爾，81歲，美國演員
- 埃里克·霍姆伯格，91歲，瑞典天文學家和宇宙學家。
- Art Hoppe，74歲，美國報紙專欄作家，肺癌。[3]
- 漢斯·胡吉，70歲，瑞士足球運動員。
- 孔卡爾-帕夏·伊斯拉皮洛夫，32歲，車臣分裂分子，陣亡。
- 安克·基勒，82歲，挪威足球運動員。[4]
- 彼得·萊維，68歲，英國詩人、耶穌會神父、學者。[5]
- 亨利·曼，94歲，美國數學和統計學教授。[6]
- 托馬斯·麥克休，80歲，美國海軍陸戰隊軍士長（1962-1965 年）。
- 詹姆斯·V·尼爾，84歲，美國遺傳學家。[7]
- 迪克·拉斯曼，74歲，美國賽車手。

### 2日
- 哈裡·K·庫爾，美國政治家。
- 謝赫·阿卜杜勒·拉蒂夫，71歲，印度足球運動員。[8]
- 宮本輝紀，59歲，日本足球運動員和經理，死於心臟衰竭。[9]
- 弗朗西斯·斯圖爾特，97歲，愛爾蘭作家。[10]
- 李准，71歲，中國小說家。

### 3日
- 二階堂進，日本自民党政治家。
- 吉列爾莫·埃斯特韋斯·博埃羅，69歲，阿根廷學生活動家、律師和政治家，死於白血病。
- 邦妮·卡辛（Bonnie Cashin），91歲，美國運動服裝先鋒設計師。[11]
- 唐·加林格，74歲，加拿大冰球運動員。
- 理查·克萊因迪恩斯特，76歲，美國政治家，水門事件醜聞期間的美國司法部長，死於肺癌。[12]
- 尤里·利圖耶夫，74歲，蘇聯運動員和奧運獎牌得主。
- 皮埃尔·普朗塔尔，79歲，法國製圖員和冒名頂替者。[13]
- Alla Rakha，80歲，印度塔布拉演奏家，死於心臟病發。[14]

### 4日
- 卡尔·阿尔伯特，91歲，美國律師、政治家和美國眾議院議長。[15]
- Joachim-Ernst Berendt，77歲，德國音樂記者。[16]
- 埃德加·鮑爾斯，75歲，美國詩人。[17]
- 羅德里戈·埃爾南·洛雷達·凱塞多，57歲，哥倫比亞律師和政治家。
- 多麗絲·科利，58歲，美國歌手，死於乳腺癌。[18]
- 詹姆斯·C·格林，78歲，美國政治家。
- 彼得·拉吉尼亞克，46歲，斯洛伐克籃球運動員。[19]
- 羅納德·羅伯遜，62歲，美國花樣滑冰運動員，死於愛滋病相關併發症。[20]
- 羅伊·斯蒂芬森，67歲，英格蘭足球運動員。[21]
- 約翰尼·文森特，72歲，美國唱片製作人。

### 5日
- 克勞德·奧坦-拉拉（Claude Autant-Lara），98歲，法國電影導演和政治家。[22]
- 沃德·康奈爾（Ward Cornell），75歲，加拿大廣播/電視廣播員和教育家，肺氣腫。[23]
- G. E. M. DE Ste. Croix，89歲，英國古代歷史學家。[24]
- 巴勃羅·埃爾維拉，62歲，波多黎各男中音。[25]
- 何塞·加西亞·埃爾南德斯，84歲，西班牙法學家和政治家。
- 托德·卡恩斯，79歲，美國演員，癌症。[26]
- 喬治·科爾坦諾夫斯基，96歲，比利時裔美國國際象棋大師、贊助者和作家。[27]
- T. G. Lingappa，72歲，印度電影配樂作曲家。
- 芭芭拉·彭特蘭，88歲，加拿大作曲家。
- 高橋英辰，83歲，日本足球運動員和經理，死於肺炎。
- Tuffy Thompson，85歲，美國橄欖球運動員。[28]
- Göran Tunström，62歲，瑞典作家，肺癌。[29]
- 格溫多林·沃茨，67歲，英國女演員，死於心臟病發。

### 6日
- 德羅爾·亞當斯，74歲，美國民間音樂家。[30]
- 斯文·阿斯普林，87歲，瑞典社會民主黨政治家。
- 桑多爾·巴羅格，79歲，匈牙利足球運動員和教練。
- 格斯·詹森，86歲，美國搖擺鼓手。[31]
- 克勞斯·瓦格納，89歲，德國數學家。
- 史蒂夫沃勒，48歲，美國音樂家，死於肝臟問題。
- 菲爾·沃爾特斯，83歲，美國賽車手。

### 7日
- Big Pun，28歲，美國說唱歌手，死於心臟病發。[32]
- 帕夫勒·布拉托維奇，51歲，南斯拉夫政治家。
- 圖爾特·法拉爾，83歲，英國編劇、小說家和巫術牧師。
- 道格·亨寧，52歲，加拿大魔術師、魔術師和逃脫藝術家，死於癌症。[33]
- 穆罕默德·穆納瓦爾·米爾扎，77歲，巴基斯坦作家、歷史學家和知識份子。
- 新山志保，29歲，日本聲優，白血病。
- 戴夫·佩弗雷特，56歲，英國歌手和音樂家，死於癌症。[34]
- 威爾弗雷德·坎特韋爾·史密斯，83歲，加拿大伊斯蘭主義者和長老會牧師。[35]
- 米爾德里德·威利，98歲，美國跳高運動員和奧運獎牌得主。[36]

### 8日
- 席德·阿貝爾，81歲，加拿大冰球運動員。[37]
- Aryanandi，92歲，印度耆那教僧侶。
- 馬里奧·卡皮奧，75歲，義大利奧運帆船運動員。[38]
- 鮑勃·柯林斯，57歲，美國廣播員。[39]
- 卡洛斯·科雷斯，76歲，阿根廷電影演員，電影導演，死於心臟病發。
- 埃德娜·格裡芬，90歲，美國民權先驅和活動家。
- 西德尼·海爾斯，78歲，英國電影和電視導演、作家和製片人，死於癌症。[40]
- 扬·格奥尔基·毛雷尔，97歲，波馬尼亞政治家，羅馬尼亞總理（1958-1961）。[41]
- 德里克·湯瑪斯，33歲，美式橄欖球運動員，職業橄欖球名人堂成員，死於肺栓塞。[42]

### 9日
- 葉夫根尼·安德列耶夫，73歲，蘇聯空軍上校和熱氣球運動員。[43]
- 史蒂夫·弗內斯，49歲，美式橄欖球運動員，死於心臟病發。[44]
- 博傑克，78歲，美國拳擊手，死於帕金森病。[45]
- Lenore Kight，88歲，美國游泳運動員和奧運選手。
- Shobhna Samarth，83歲，印度電影女演員，導演和製片人，死於癌症。
- 巴克·楊，79歲，美國演員。

### 10日
- Androniqi Zengo Antoniu，86歲，阿爾巴尼亞畫家。
- 伊戈爾·本森，82歲，俄裔美國工程師，死於帕金森病。
- 約翰加靈頓，53歲，美式橄欖球運動員，溺水身亡。[46]
- 埃爾維拉·加斯孔，88歲，西班牙畫家、繪圖員和雕刻師。
- 佐治·積遜，42歲，美國電影製片人，死於中風。[47]
- 吉恩·蘭伯特，78歲，美國棒球運動員。[48]
- 姬鹏飞，90歲，中國政治家，自殺。[49]
- 吉姆·瓦尼，50歲，美國演員，死於肺癌。[50]
- Andrzej Zakrzewski，58歲，波蘭歷史學家、政治家和記者。

### 11日
- 傑奎琳·奧里奧爾，82歲，法國飛行員，創造了多項世界速度紀錄。[51]
- 戈登·洛克哈特·貝內特，87歲，加拿大政治家，愛德華王子島副州長。
- 貝爾納特·卡波，80歲，西班牙自行車賽車手。
- 露絲·沃爾克·卡多佐，66歲，巴西國際象棋棋手。
- 基奇納勳爵，77歲，特立尼達卡利普森人，死於多發性骨髓瘤。[52]
- 馬丁·西奧多·奧恩，72歲，奧地利裔美國精神病學和心理學教授。[53]
- 路易士·佩爾蒂埃，93歲，美國劇作家、編劇和劇作家。[54]
- Elangbam Nilakanta Singh，72歲，印度詩人和評論家。
- 羅傑·華汀，72歲，法國電影導演，死於淋巴瘤。[55]
- 貝爾納迪諾·扎波尼，72歲，義大利小說家和編劇。[56]

### 12日
- 紐特·阿諾德，77歲，美國電影導演，白血病。[57]
- 多米尼克·布魯斯，84歲，英國皇家空軍軍官，二戰期間科迪茨城堡逃亡者。[58]
- Screamin' Jay Hawkins，70歲，美國音樂家，手術併發症。[59]
- 湯姆·蘭德里，75歲，美式橄欖球教練（達拉斯牛仔隊），職業橄欖球名人堂成員，死於白血病。[60]
- 安迪·路易斯，33歲，澳大利亞低音吉他手，自殺身亡。
- 約翰·倫敦，58歲，美國音樂家和詞曲作者。
- August Meuleman，93歲，比利時自行車運動員。[61]
- 威廉·奧利弗·斯沃福德，54歲，美國流行歌手。[62]
- 查爾斯·舒茲，77歲，美國漫畫家（花生），死於結腸癌。[63]
- 胡安·卡洛斯·索里，91歲，阿根廷電影演員、探戈音樂家和導演。

### 13日
- 約翰·韋斯利·布拉辛格姆，59歲，美國歷史學家，專門研究美國奴隸制。[64]
- 詹姆士·庫克·布朗，78歲，美國社會學家和科幻小說作家。
- 約翰·卡梅倫，85歲，牙買加板球運動員。[65]
- J·羅伯特·哈裡斯，74歲，美國作曲家。
- F.X.馬丁，77歲，愛爾蘭牧師和歷史學家。[66]
- 塞爾瑪·帕爾，93歲，美國女演員。

### 14日
- 彭善
- 小托尼·貝滕豪森，48歲，美國賽車手和車隊老闆，死於飛機失事。
- Tertius Bosch，33歲，南非板球運動員，死於吉蘭-巴雷綜合症。[67]
- 埃里卡·鄧克爾曼，86歲，德國影視女演員。[68]
- 吉米·馬丁，75歲，愛爾蘭職業高爾夫球手。
- 安通·納利斯，89歲，克羅埃西亞演員。[69]
- 維他命史密斯，76歲，美國橄欖球運動員。[70]
- Walter Zinn，93歲，加拿大裔美國核物理學家，曾在曼哈頓計劃工作。[71]

### 15日
- 沙姆蘇爾·胡達·喬杜里，79歲，孟加拉國政治家。
- Dilip Dhawan，45歲，印度演員，死於心臟病發。
- 安格斯·麥克萊恩，85歲，加拿大政治家和農民。[72]
- 鮑勃·拉馬佐蒂，83歲，美國棒球運動員。[73]
- 弗拉基米爾·烏特金，76歲，蘇聯和俄羅斯工程師和火箭科學家。

### 16日
- 王子淦
- 韋恩·布萊克本，85歲，美國棒球教練。[74]
- 湯坎貝爾，84歲，美國棒球運動員。[75]
- 維羅妮卡·庫珀，86歲，美國女演員。
- 瑪塞琳·戴，91歲，美國女演員。[76]
- 穆罕默德·法齊，84歲，埃及將軍和政治家。
- Carlos Chagas Filho，89歲，巴西醫生、生物學家和科學家。[77]
- 馮峰，83歲，香港演員。
- 莉拉·凱德羅娃，90歲，俄裔法國女演員，奧斯卡獎得主（1965年），死於肺炎。[78]
- B. S. Kesavan，90歲，印度圖書管理員。
- 路易士-喬治·尼爾斯，80歲，比利時雪橇運動員，奧運會銀牌得主。[79]
- 比爾·萊利，78歲，美國冰球運動員。
- 卡斯滕·索爾海姆，88歲，挪威裔美國高爾夫俱樂部設計師（PING）和商人，死於帕金森病。[80]

### 17日
- 伊法特·圖納揚，沙特公主，費薩爾國王的妻子。
- 威廉·安德森，84歲，加拿大軍官。
- Selina Chönz，89歲，瑞士兒童作家。[81]
- 土耳其泰森，85歲，美國棒球運動員。[82]
- 邁爾斯·懷特，85歲，百老匯音樂劇的美國服裝設計師。[83]

### 18日
- 亨利·奥克瓦尔，62歲，加拿大冰球運動員。
- Yalavarthi Naveen Babu，35歲，印度革命團體領導人，在與員警的交火中喪生。
- 萊夫提·霍斯特，82歲，美國棒球運動員。[84]
- 納德·納德普爾，70歲，伊朗裔美國詩人。[85]
- 威爾，72歲，比利時漫畫家。[86]

### 19日
- Marin Goleminov，91歲，保加利亞音樂家。[87]
- 約瑟夫·赫爾曼，89歲，波蘭裔英國畫家。[88]
- Friedensreich Hundertwasser，71歲，奧地利藝術家，死於心臟病發。[89]
- 阿曼達·萊德斯瑪，88歲，阿根廷電影女演員和歌手。
- George Lenczowski，85歲，俄裔美國律師、外交官和學者。[90]
- 肯尼斯·L·麥迪，65歲，美國政治家。[91]
- Djidingar Dono Ngardoum，72歲，乍得政治家，總理（1982年）。
- 喬治·魯索斯，84歲，美國漫畫家
- 阿纳托利·索布恰克，62歲，俄羅斯政治家，弗拉基米尔·普京和德米特里·梅德韦杰夫的導師，死於心臟病發。[92]
- 吉姆·伍爾夫，63歲，美國橄欖球運動員（華盛頓紅皮隊）。[93]

### 20日
- 艾略特·卡普林，86歲，美國漫畫作家。[94]
- Jean Dotto，71歲，法國自行車賽車手。[95]
- Jean-Pierre Grenier，85歲，法國演員、戲劇導演和編劇。[96]
- 伯納德·希克曼，88歲，美國籃球運動員和教練。
- 奧斯瓦爾德·蘭格，87歲，德裔美國航空航天工程師，“馮·布勞恩火箭組”成員。[97]
- Otello Martelli，97歲，義大利電影攝影師[98]
- 埃德蒙·麥克納馬拉，79歲，美國員警和橄欖球運動員。[99]

### 21日
- 安南男爵諾埃爾·安南，83歲，英國軍事情報官員和學者。[100]
- 奧萊娜·阿帕諾維奇，80歲，烏克蘭歷史學家。
- 維奧萊特·阿切爾，86歲，加拿大音樂家和作曲家。[101]
- 赵自成，65歲，香港-新加坡法醫病理學家。
- 克利夫頓·丹尼爾，87歲，美國報紙總編輯，死於中風。[102]
- 安东尼奥·迪亚斯-米格尔，65歲，西班牙籃球運動員和教練，死於癌症。[103]
- 拉達·莫漢·加達納亞克，88歲，印度詩人。
- 康斯坦斯·卡明斯·約翰，82歲，塞拉利昂教育家和政治家。
- 肯尼斯·尼科尔斯，92歲，美國陸軍軍官和土木工程師，死於呼吸衰竭。[104]

### 22日
- 費爾南多·布埃薩，53歲，西班牙政治家，死於恐怖襲擊。
- 約翰·凱洛格，83歲，美國演員，死於阿爾茨海默病。[105]
- 阿爾卡季·哈伊特，61歲，俄羅斯作家，諷刺作家和編劇，死於白血病。
- 歐內斯特·洛，88歲，英國男孩女高音。[106]
- 亞歷山大·馬克，96歲，法國作家和哲學家。[107]
- 莫林·布朗·紐伯格，93歲，美國政治家。[108]
- 米歇爾·奧基夫，18歲，美國大學生和有抱負的女演員，死於槍傷。[109]
- 拉斐爾·普亞松，82歲，法國運動員和奧運選手。[110]

### 23日
- 第五代亞伯加文尼侯爵約翰·內維爾，85歲，英國貴族。
- 鄧尼斯·埃文斯，69歲，英格蘭足球運動員。
- 阿爾佈雷希特·戈斯，91歲，德國作家和神學家。[111]
- 尼古拉·古利亞耶夫，84歲，俄羅斯足球運動員和足球教練。
- 奥芙拉·哈扎，42歲，以色列歌手，死於愛滋病相關肺炎。[112]
- 斯坦利·马修斯，85歲，英格蘭足球運動員。[113]
- 約瑟夫·佩里，69歲，美國演員，死於糖尿病。[114]
- B. Rachaiah，77歲，印度政治家。
- 特裡·梅爾文·西姆斯，58歲，美國殺人犯，注射死刑。[115]

### 24日
- 貝蒂·盧·比茨（Betty Lou Beets），62歲，美國殺人犯，注射死刑。[116]
- 邁克爾·科爾文（Michael Colvin），67歲，英國政治家。[117]
- 弗朗西斯科·卡明斯基（Franciszek Kamiński），97歲，二戰期間的波蘭政治家和軍事指揮官。
- 羅莎琳德·基思（Rosalind Keith），83歲，美國電影女演員和歌手。[118]
- 伯納德·奧珀，84歲，美國籃球運動員。[119]
- 貝拉·塞克雷斯，62歲，匈牙利中長跑運動員和奧運選手。
- 鮑裡斯·米哈伊洛維奇·扎伊采夫，62歲，蘇聯冰球運動員。

### 25日
- 彼得·布魯斯，72歲，俄羅斯水球運動員。[120]
- Victoria Climbié，8歲，象牙海岸女孩，長期虐待兒童。[121]
- 伊萊恩·戈登，69歲，美國政治家，死於非霍奇金淋巴瘤。
- Doris Löve，82歲，瑞典植物學家。[122]
- 湯姆·麥克埃利斯特里姆，74歲，愛爾蘭Fianna Fáil政治家。
- Sishayi Nxumalo，64歲，斯威士蘭政治家，死於交通事故。
- Kuthiravattam Pappu，62歲，印度演員，死於心臟驟停。
- 卡利·里卡德，85歲，美國棒球運動員。[123]
- 亞歷山大·日夫科維奇，87歲，克罗地亚足球運動員。

### 26日
- 卡西米羅·菲爾霍，95歲，巴西空軍軍官。
- 弗朗茨·福克斯，50歲，奧地利恐怖分子，自殺身亡。
- Raosaheb Gogte，83歲，印度實業家，慈善家和教育家。
- 路易莎·馬蒂亞斯多蒂爾，83歲，冰島裔美國畫家。[124]
- 薩沃伊的喬凡娜，92歲，薩沃伊家族的義大利公主，死於心臟衰竭。
- George L. Street III，86歲，二戰期間美國海軍潛艇指揮官，榮譽勳章獲得者。[125]

### 27日
- 拉裡·亞當斯，63歲，美國騎師。
- 揚·阿黛爾，64歲，澳大利亞女演員和雜耍藝人。
- 卡西米羅·貝倫格爾，90歲，波多黎各民族主義者。
- 愛德華多·科佩洛，74歲，阿根廷賽車手。
- 喬治·杜寧，92歲，美國音樂家和電影作曲家。[126]
- 詹姆斯·斯坦利·海（James Stanley Hey），90歲，英國物理學家和射電天文學家。[127]
- 小奧布里·尤金·羅賓遜（Aubrey Eugene Robinson， Jr.），77歲，美國法學家和法官，心臟病發作。[128]

### 28日
- Kariel Gardosh，78歲，以色列漫畫家和插畫家（“Dosh”）。[129]
- 約翰·歐文二世，86歲，美國外交官和律師。[130]
- Dalsukh Dahyabhai Malvania，89歲，印度學者、作家和哲學家。[131]
- Jean Vallette d'Osia，101歲，二戰期間的法國軍官和法國抵抗運動成員。[132]
- 珍妮特·裡德，83歲，美國芭蕾舞演員和芭蕾舞情婦。[133]
- 喬治·西拉沃，83歲，美國作曲家、編曲家和音樂家。[134]

### 29日
- 鄧尼斯·丹內爾，38歲，美國音樂家，死於腦動脈瘤。[135]
- 皮埃爾·杜馬斯，78歲，法國醫生和藥物測試先驅。
- 凱倫·霍夫，78歲，丹麥短距離皮划艇運動員和奧運冠軍。[136]
- 松本英彥，73歲，日本爵士薩克斯手和樂隊領隊。
- 尼基塔·莫伊謝耶夫，82歲，蘇聯和俄羅斯數學家和學者。
- 薩達爾·穆罕默德·阿裡夫·納凱，70歲，巴基斯坦政治家。
- 凱拉·羅蘭，6歲，美國校園槍擊案受害者，因槍擊事件心臟驟停而死。